# Leucochrysa (Nodita) morenoi
Leucochrysa (Nodita) morenoi is een insect uit de familie van de gaasvliegen (Chrysopidae), die tot de orde netvleugeligen (Neuroptera) behoort. 
Leucochrysa (Nodita) morenoi is voor het eerst wetenschappelijk beschreven door Navás in 1934.